# 出海村
出海村（いずみむら）は、1954年（昭和29年）まで愛媛県喜多郡にあった村であり、近隣町村と合併し新たに長浜町となり、自治体としては閉鎖された。長浜町は平成の合併で大洲市となり、現在に至る。大洲市の北西端、伊予灘に面した農漁村であった。

## 地理
位置
現在の大洲市の北西端部。北西方向は伊予灘に面している。背後には山が迫り、南に耳取峠を境として西宇和郡日土村と接する。東は鶴首峠を境として喜多郡大和村豊茂に接する。海岸線に沿って東に櫛生村、西に鵜の碆を境に西宇和郡磯津村に接す。
地形
当村の付近は中央構造線近くの断層崖海岸が続き、平地は乏しい。中心に尾中川、土居川、野田川などの小河川により形成された三ケ月状砂浜が小規模ながら形成され、人家もこの付近に集中している。

## 社会

### 地域・集落
集落は出海の1つのみ。
中心部に行政施設、教育施設などがこぢんまりと立地している。東隣の櫛生村同様、明治の市制・町村制度施行の際にも一村がそのまま村となった。その後長浜町になっても大字として受け継がれた。平成の合併により大洲市となって、大字は省き長浜町を冠する。
現在の地名表記　大洲市長浜町出海

### 行政
- 役場

- 村長

兵頭彌三良
耳塚源治郎

### 人口・世帯数
- 1904年（明治37年）　243戸、1136人
- 1921年（大正10年）　259戸、1224人
- 参考　2020年（令和2年）　176世帯、385人[1]

### 教育
小中学校共に村立として開設され、長浜町立出海小学校となり存続していたが、中学校は昭和50年代に統合された。小学校は大洲市に合併されても即続していたが、2011年（平成23年）に閉校。このため当村地域に小中学校ともに現存しなくなった。なお、隣村であった櫛生村も小中ともに統合・閉校されており、当地近辺に小中学校はなくなってしまった
- 出海小学校　2011年（平成23年）喜多灘小学校とともに長浜小学校に統合、閉校[3]。なお、跡地は福祉施設ほかになっている。

- 中学校　1983年（昭和58年）3月長浜中学校に統合、閉校。
- 長浜高等学校出海分校　（定時制）1958年（昭和33年）閉校。

### 医療
- 木下愛水（医師）[4]

## 歴史
古代 - 中世
戦国時代に水上城主であった兵頭石見守直政が、天正13年に豊臣秀吉の四国征伐に伴い、小早川隆景の軍勢によって開城され、当地の庄屋になったと伝えられる。
藩政期
- はじめ大洲藩領。粟津郷。
- 元和9年 - 新谷藩の分知により新谷藩領。なお、旧長浜町で新谷藩領は出海と今坊の2村であった。

明治以降
- 1875年（明治8年） - 泉学校開設。
- 1889年（明治22年） 12月15日 - 市制・町村制実施により、出海村の一村がそのまま出海村として存続。喜多郡に属す。
- 1912年（大正元年） - 電灯ともる。
- 1955年（昭和30年） 1月1日 - （旧）長浜町、喜多灘村、大和村、櫛生村、白滝村との合併により、新たな長浜町となる。

```
出海村の系譜
（町村制実施以前の村）　（明治期）
　　　　　　　　　　　　町村制施行時
出海　　　━━━━━━　出海村　━━━━━━━━━━━━┓
　　　　　　　　　　　　　　　　　　　　　　　　　　　　┃（昭和30年1月1日）
　　　　　　　　　　　　　　            長浜町　　━━━┫
　　　　　　　　　　  　　　　　　　　　喜多灘村　━━━╋━━　長浜町
　　　　　　　　　　　　　　　　　　　　櫛生村　　━━━┫
　　　　　　　　　　　　　　　　　　　　大和村　　━━━┫
　　　　　　　　　　　　　　　　　　　　白滝村　　━━━┛

（注記）長浜町ほかの合併まで、および長浜町の平成の合併の系譜については、それぞれの町村の記事を参照のこと。

```

## 産業
商業
- 出海酒造合資会社 - 本店又は主な事務所所在地・出海村[5]。主な業務・和酒醸造業[5]。

農業
- 農産物では、米、麦、雑穀、柑橘等を産する。『大日本篤農家名鑑』によれば出海村の篤農家は、「耳塚源次郎」のみである[6]。集落背後の傾斜地において柑橘類の栽培が導入されたのは太平洋戦争後のことである。北斜面であり、冬場の季節風の影響も受けることから大産地を形成するには至っていない。

漁業
- 漁業では鯛、イサキ、貝類、海藻類の漁獲がある。

## 交通
最寄り駅は国鉄予讃本線伊予長浜駅。長浜と当村さらには磯津とを結ぶバス路線がある。

## 出身者
- 平田巻太郎（農業、社寺総代、区長、部落総代）[7]
- 兵藤正人（郵便局長、政治家・村会議員、村長）[8]
- 兵頭彌三良（神官） - 東宇和郡土居村・渡邊佐七の三男で、1895年7月、兵頭家に入る[8]。
- 耳塚源治郎（商業、政治家・村会議員、村長） - 1889年から1899年迄宮内省皇宮署用度に奉職[9]。